# Al Thalimain Prior
Al Thalimain Prior (λ Aquilae / λ Aql / 16 Aquilae) es una estrella en la constelación del Águila de magnitud aparente +3,42.

## Nombre
λ Aquilae comparte el nombre de Al Thalimain con ι Aquilae. Dicho término proviene del árabe الظليمين, al-ẓalīmayn, cuyo significado es «los Dos Avestruces». La palabra «Prior» se ha utilizado para indicar que λ Aquilae precede a ι Aquilae en su movimiento a través del cielo.
Asimismo, esta estrella era conocida en la astronomía china, junto a 14 Aquilae, 15 Aquilae y otras estrellas de la vecina constelación de Scutum, como Tseen Peen, «el Casco Celestial».

## Características
Situada a 125 años luz del sistema solar, Al Thalimain Prior es una estrella blanco-azulada de la secuencia principal de tipo espectral B9Vn. Con una temperatura superficial de 11.500 K, brilla con una luminosidad —incluyendo la radiación emitida en el ultravioleta— 84 veces superior a la luminosidad solar. Su diámetro y su masa son, respectivamente, 2,3 y 2,8 veces mayores que los del Sol. Su velocidad de rotación es de 133 km/s —siendo éste un límite inferior, ya que lo que se observa es la velocidad proyectada—, completando un giro cada 21 horas.
Al Thalimain Prior es una estrella joven cuya edad estimada es de 425 millones de años; conforme vaya evolucionando se transformará en una gigante para terminar su vida como una enana blanca con una masa de 0,7 masas solares.